# Biceratium furca
Biceratium furca is een soort in de taxonomische indeling van de Myzozoa, een stam van microscopische parasitaire dieren. Het organisme komt uit het geslacht Biceratium en behoort tot de familie Ceratiaceae. Biceratium furca werd in 1896 ontdekt door Vanhoeffen.